# Comuna Kuibîșeve, Orjîțea
Kuibîșeve (în ucraineană Куйбишеве) este o comună în raionul Orjîțea, regiunea Poltava, Ucraina, formată din satele Horujivka, Ivanivka, Kuibîșeve (reședința), Neseno-Irjaveț, Nove și Tîmkî.

## Demografie
Componența lingvistică a comunei Kuibîșeve
     Ucraineană (96,74%)
     Rusă (2,18%)
     Alte limbi (0,9%)
Conform recensământului din 2001, majoritatea populației comunei Kuibîșeve era vorbitoare de ucraineană (96,74%), existând în minoritate și vorbitori de rusă (2,18%).